# Jorge Camilo Valenzuela
Jorge Camilo Valenzuela, né le 2 juillet 1974 à Concepción (Chili), est un photographe et réalisateur chilien.

## Biographie
Né au Chili, élevé au Brésil, installé en France, c’est en citoyen du monde que le photographe parcourt sans relâche toutes les forêts tropicales de notre planète, remontant les fleuves et se postant à la cime des arbres, entre ciel et terre, pour nous faire découvrir un écosystème unique. 
Jorge Camilo Valenzuela est un conteur, un témoin de ce qui se passe dans le monde ; il voyage avec un regard toujours en éveil, saisit et comprend la réalité, immortalisant un présent qui se convertit en notre image du monde. Auteur de livres photographiques, il partage son amour pour le patrimoine naturel par de grandes expositions dans les grandes villes : Paris, Tokyo, Barcelone...
Engagée dans des projets photographiques liés à l’environnement, la faune et la flore, et à sa sauvegarde, ses réalisations nécessitent présence et résistance sur le terrain. Il est au centre d’un univers qui ne se laisse appréhender qu’avec humilité et patience et s’étale sur plusieurs mois et saisons. Il s’est attaché à transmettre avec le plus de fidélité la vie de cette faune et cette flore au cœur de ce magnifique écosystème qui nous est si indispensable.

## Filmographie
Réalisateur Documentaire
2016 "Au cœur de la vie sauvage de Bornéo" VF  - "Into the wild of Borneo" VI

## Lien
- site de Jorge Camilo Valenzuela

## Récompenses
- Wildlife Conservation Film Festival : Winner Award Best Film Ecosystem/ Habitat Category  "Into the wild of Borneo" (2016 - New York - USA )
- I Filmmaker International Film Festival : Winner Award Best Director of Photography  "Into the wild of Borneo" (2016 - Marbella - Spain )